# Cvijetin Mijatović
Cvijetin Mijatović (Lopare, 8 gennaio 1913 – Belgrado, 15 novembre 1993) è stato un politico jugoslavo.
È stato presidente della Presidenza della Repubblica Socialista Federale di Jugoslavia dal 15 maggio 1980 al 15 maggio 1981  e Presidente della Lega dei Comunisti della Bosnia ed Erzegovina dal 1965 al 1969.